# Лёгочные
Лёгочные (лат. Pulmonata) — ранее выделявшийся отряд брюхоногих моллюсков. В отряд входят представители, которые дальше всех остальных отклонились от общего ствола своего класса в процессе эволюции.
Все представители отряда либо ведут сухопутный образ жизни (в основном виды подотрядов Eupulmonata и безраковинные), либо обитают в пресных водоёмах (сидячеглазые); лишь некоторые предпочитают жизнь в море, но исключительно в очень опреснённых участках.

## Внешний вид. Физиологические особенности
1 — раковины
2 — пищеварительная железа
3 — лёгкое
4 — анус
5 — пневмостом
6 — глаз
7 — щупальце
8 — мозг
9 — радула
10 — рот
11 — зоб
12 — слюнная железа
13 — гонопор
14 — пенис
15 — влагалище
16 — слизистая железа
17 — яйцепровод
18 — мешок любовных стрел
19 — нога
20 — желудок
21 — почка
22 — мантия
23 — сердце
24 — семявыносящий проток

### Раковина

#### Форма
В основном встречаются представители со спиралевидной раковиной, формы которой весьма разнообразны: от башневидной или вальковатой до плоскодисковидной. У улиток, ведущих образ жизни в реках с быстрым течением, форма раковины может принимать вид колпачка, покрывающего всё тело; у некоторых других представителей этот колпачок представляет скорее рудимент раковины в силу своих маленьких размеров; у сухопутных форм встречаются случаи, при которых вся раковина покрыта мантией, а иногда, как следствие, и вовсе исчезает. По направлению закрученности чаще всего встречаются дексиотропные раковины (правозакрученные), однако встречаются противоположные в этом смысле группы лёгочных улиток с леотропными (то есть левозакрученными) раковинами. И в том, и в другом случае бывают исключения.

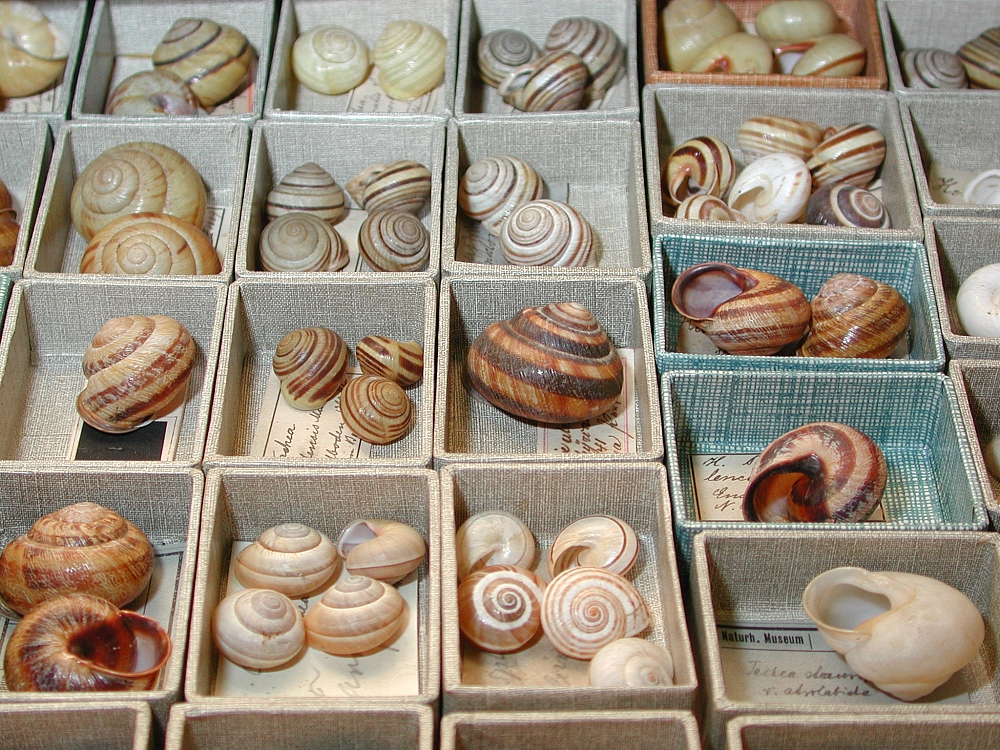
Разнообразие форм раковин лёгочных улиток (из коллекции зоологического музея)

#### Устье
У всех представителей лёгочных улиток, за исключением семейства Amphibolidae, крышечка, закрывающая устье раковины, в процессе эволюции исчезла, и только эпифрагма спасает их от неблагоприятных условий. Однако у представителей древнего семейства клаузилиид (Clausiliidae) устье закрывается ещё и специальным клапаном (т. н. клаузилий).

### Органы чувств
Из органов чувств имеются органы осязания, представленные одной (у водных форм) или двумя (у обитателей суши) парами щупалец, а кроме того, у наземных представителей ещё и кожным покровом передней части головы.
Также у многих представителей отрядов Eupulmonata и безраковинных на концах задней пары щупалец расположены органы зрения, чаще всего способные лишь отличить день от ночи.
Из других органов чувств у некоторых форм имеются органы равновесия (т. н. статоцисты), а у обитателей водоёмов, кроме того, обнаруживается осфрадий, который, нужно отметить, слабо развит.

### Кровеносная система
Сердце лёгочных улиток состоит из одного желудочка и одного предсердия.

### Нервная система
Нервная система эутиневральная. Нервные ганглии более или менее явственно сконцентрированы в окологлоточное кольцо.

### Размножение

#### Половая система
Половой аппарат у лёгочных улиток достигает особенной сложности. Половая железа гермафродитна (вырабатывает и сперматозоиды, и яйца). Отходящий от неё общий проток разъединяется затем на мужскую и женскую части полового аппарата, причём та и другая имеют ряд придаточных образований. В женской части образуются белковая и скорлуповая железы, семеприёмник, а иногда и ряд других железистых придатков. Семеприёмник у наиболее высокоорганизованных представителей отряда непосредственно переходит в мужской копулятивный орган. Для некоторых характерно образование сперматофоров (особых вместилищ для семени).

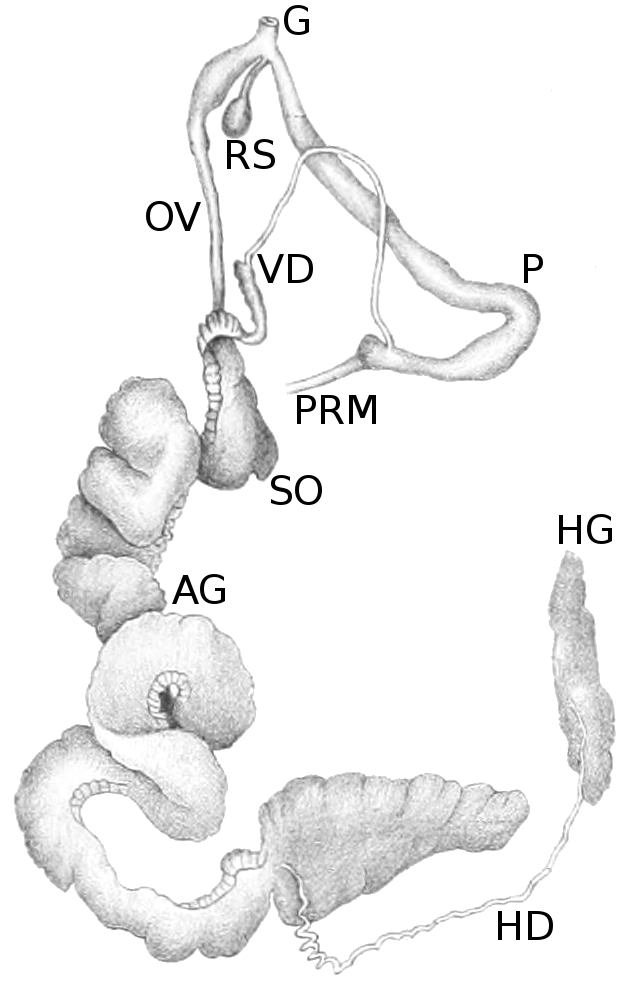
Репродуктивный аппарат слизня Limax maximus

#### Спаривание
При спаривании оба партнёра взаимно оплодотворяют друг друга, причём самому спариванию обычно предшествует т. н. любовная игра. Некоторые формы во время спаривания запускают в тело партнёра особые известковые тельца, т. н. «любовные стрелы», служащие для полового возбуждения.

#### Яйца
Яйца лёгочных улиток откладываются или в общем студенистом коконе той или иной формы (у пресноводных форм), или разъединённо, хотя и в общую кладку (у наземных). Каждая яйцевая клетка бывает окружена значительным запасом питательного материала. Развитие, как правило, проходит без образования свободноплавающей личинки, и из яйца обычно выходит почти сформированная улитка.

### Передвижение
Для всех лёгочных улиток характерно плавное скольжение на подошве ноги, в передней части которой имеется сильно развитая железа, выделяющая слизь. Последняя смачивает подошву и предохраняет её кожный покров от повреждений, уменьшая трение о твёрдую поверхность субстрата.

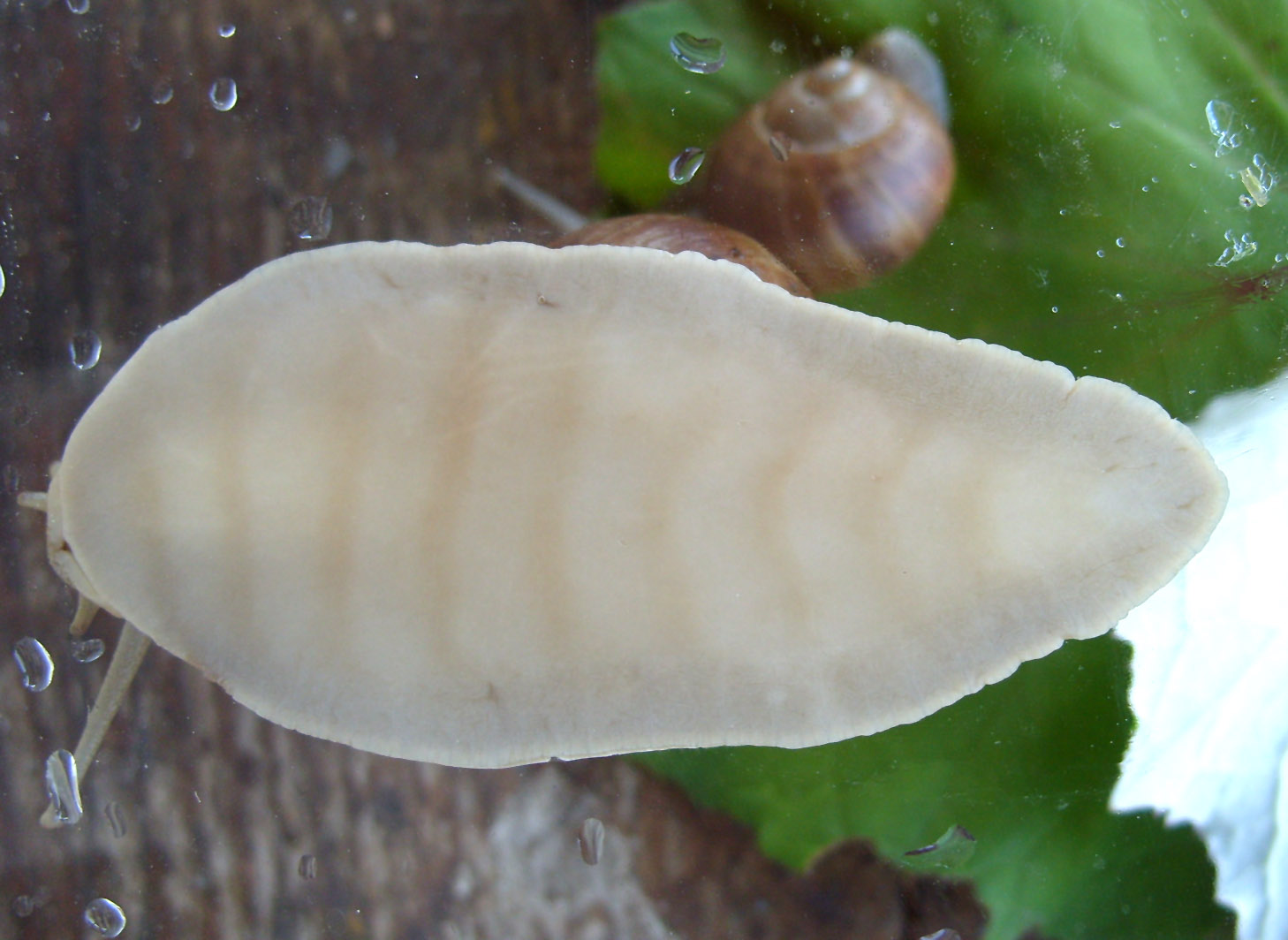
Виноградная улитка, движущаяся по стеклу

Перемещение улитки происходит благодаря пробегающим по подошве сзади наперёд волнообразным сокращением, обусловленным взаимодействием продольной и поперечной мускулатуры.

### Дыхание
Характерная черта строения, обусловившая само название отряда, состоит в устройстве органов дыхания, в превращении мантийной полости в лёгкое, причём более или менее узкое отверстие, через которое полость последнего сообщается с внешней средой, может закрываться; на своде мантийной полости развито густое сплетение сосудов. Жабра у лёгочных улиток встречается лишь в виде исключения. Таким образом, большинство пресноводных форм дышат атмосферным воздухом, в связи с чем улитки должны время от времени подниматься к поверхности воды, набирая запас воздуха в свою лёгочную полость. Чтобы не погибнуть от обезвоживания, кожные покровы имеют рельефную поверхность, удерживающую воду (из этих складок, видимо, и образовалось лёгкое). Из-за необходимости в поддержании влажности кожи моллюски любят сырость, а мелкие сухопутные виды избегают пребывания на солнцепёке.

### Питание
Среди лёгочных улиток встречаются и растительноядные, и всеядные, и хищные виды. Хищные формы питаются другими улитками (меньшего, чем они, размера), а некоторые — червями.

#### Пищеварительная система
У лёгочных улиток хорошо развита радула, а у растительноядных также и непарная подковообразная челюсть. Хорошо развита глотка, а зубцы на пластинках радулы особенно длинны и заострены и напоминают по форме клыки позвоночных. В глотку открываются протоки обычно хорошо развитых слюнных желёз, а в мускулистый желудок открывается пищеварительная железа — гепатопанкреас («печень»). Кишка образует петлю и открывается обычно около дыхательного отверстия на правой стороне тела. Рядом с заднепроходным отверстием находится обычно и выходное отверстие единственной почки, которая соединена с околосердечной сумкой — перикардием.

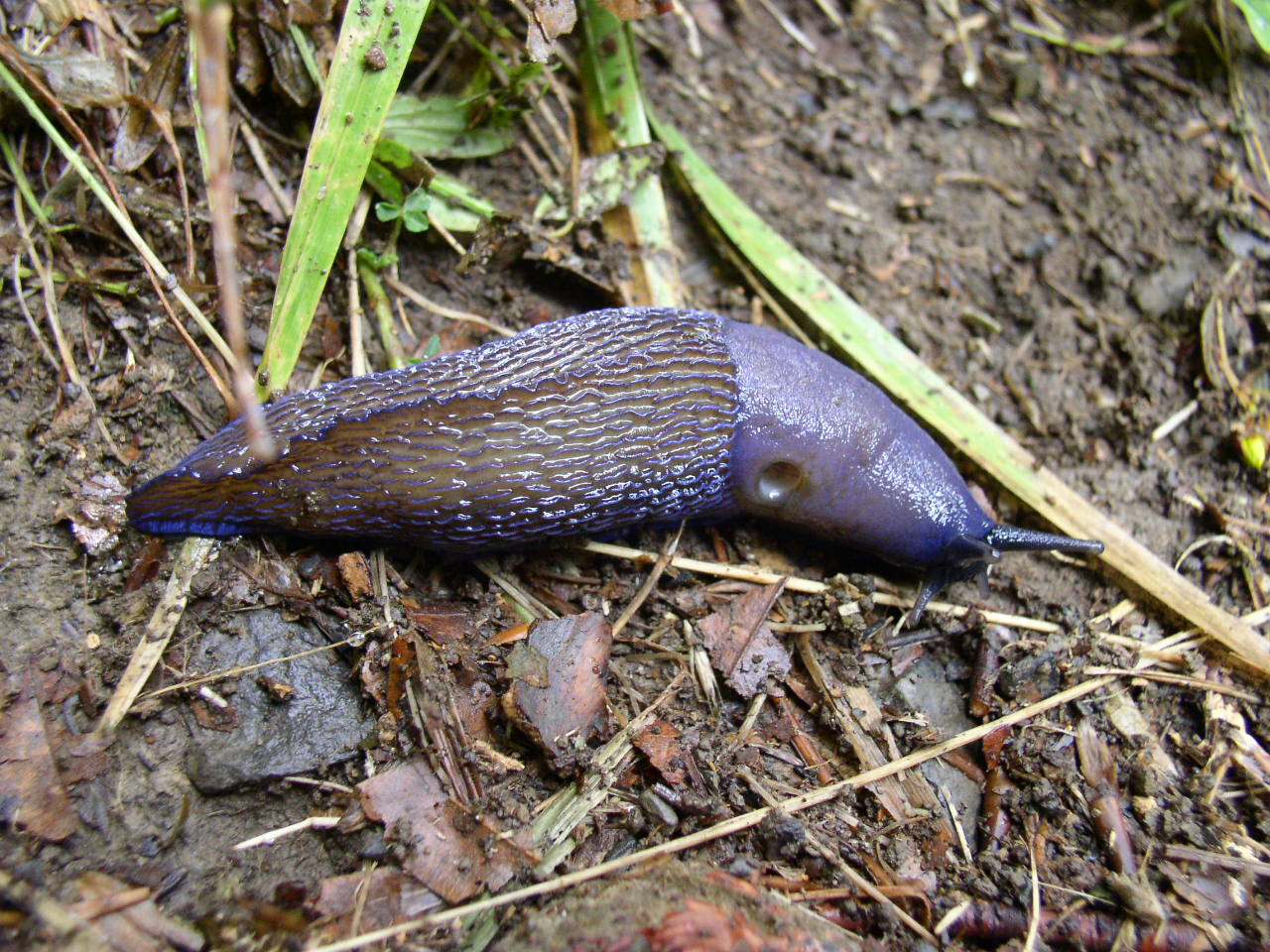
Моллюск — один из представителей отряда

## Классификация

### Современная классификация
Известно около 35 тыс. видов, которые принято относить к отряду лёгочных улиток. Ниже приведён список семейств отряда.

#### ПодотрядBasommatophoraKeferstein(1864)
- надсемейство Acroloxoidea Thiele (1931)
  - семейство Acroloxidae Thiele (1931)[4]
- надсемейство Amphiboloidea Gray (1840)[5]
  - семейство Amphibolidae H. Adams et A. Adams, 1855[6]
  - семейство Maningrididae R. E. Golding, W. F. Ponder et M. Byrne (2007)
  - семейство Phallomedusidae R. E. Golding, W. F. Ponder et M. Byrne (2007)
- надсемейство Chilinoidea Dall (1870)
  - семейство Chilinidae Dall (1870)[7]
  - семейство Latiidae
- надсемейство Glacidorboidea Ponder (1986)
  - семейство Glacidorbidae
- надсемейство Lymnaeoidea Raf. (1815)
  - семейство Lymnaeidae Raf. (1815)
- надсемейство Planorboidea Raf. (1815)
  - семейство Physidae Fitzinger (1833)
  - семейство Planorbidae Raf. (1815)[8]
- надсемейство Siphonarioidea Gray (1840)
  - семейство Siphonariidae
  - семейство †Acroreiidae

#### ПодотрядEupulmonataHaszprunaretHuber(1990)

##### ИнфраотрядArchaeopulmonata=ActeophilaDall(1885)
- надсемейство Ellobioidea L. Pfeiffer (1854(1822))[8][9][10]
  - семейство Ellobiidae L. Pfeiffer (1854 (1822))[11]

##### КладаStylommatophoraSchmidt(1856)[12]

###### ПодкладаElasmognatha
- надсемейство Athoracophoroidea P. Fischer (1883 (1860))[13]
  - семейство Athoracophoridae[14][15][16]
- надсемейство Succineoidea Beck (1837)
  - семейство  Hyalimacinae Godwin-Austen (1882)) =  Oxylomatinae Schileyko et Likharev (1986) = Succineidae Beck (1837)[8][17]

###### ПодкладаOrthurethraPilsbry(1900)[18]
- надсемейство Achatinelloidea Gulick (1873)
  - семейство Achatinellidae[19]
- надсемейство Cochlicopoidea Pilsbry (1900 (1879))
  - семейство Amastridae[20]
  - семейство  Cionellidae Pfeiffer (1879) =  Zuidae Bourguignat (1884) = Cochlicopidae Pilsbry (1900 (1879))[8][18]
- надсемейство Enoidea
  - семейство Cerastidae
  - семейство Enidae[21][22][23]
- надсемейство Partuloidea Pilsbry (1900)
  - семейство Draparnaudiidae
  - семейство Partulidae Pilsbry (1900)[18][24][25]
- надсемейство Pupilloidea Turton (1831)
  - семейство Argnidae
  - семейство Chondrinidae
  - семейство Lauriidae
  - семейство Orculidae
  - семейство Pleurodiscidae
  - семейство Pupillidae[26]
  - семейство Pyramidulidae Kennard et Woodward (1914)[27]
  - семейство Spelaeoconchidae
  - семейство Spelaeodiscidae
  - семейство Strobilopsidae Wenz (1915)[24][28]
  - семейство Valloniidae Morse (1864)[29]
  - семейство Vertiginidae Fitzinger (1833)[8][30]
  - семейство †Cylindrellinidae

###### Неофициальная группаSigmurethra
(входит в подкладу Orthurethra Pilsbry (1900))
- надсемейство Acavoidea Pilsbry (1895)
  - семейство Acavidae Pilsbry (1895)[31]
  - семейство Caryodidae Thiele (1926)[32]
  - семейство Dorcasiidae Connolly (1915)[33]
  - семейство Macrocyclidae Thiele (1926)[32]
  - семейство Megomphicidae H.B. Baker (1930)[8][34]
  - семейство Strophocheilidae Pilsbry (1902)[8][35]
- надсемейство Achatinoidea Swainson (1840)
  - семейство Achatinidae
  - семейство Coeliaxidae
  - семейство Ferussaciidae
  - семейство Glessulidae
  - семейство Subulinidae
  - семейство Thyrophorellidae
- надсемейство Aillyoidea Baker (1955)[36]
  - семейство Aillyidae Baker (1955)[24][36]
- надсемейство Arionoidea Gray in Turton (1840)
  - семейство Anadeniidae Pilsbry (1948)[8][37][38][39]
  - семейство Ariolimacidae Pilsbry et Vanatta (1898)[8][39][40]
  - семейство Arionidae Gray (1840)[41]
  - семейство Binneyidae Cockerell (1891)[8][37][39][42]
  - семейство Oopeltidae Cockerell (1891)
  - семейство Philomycidae Gray (1847)[8][39][43]
- надсемейство Buliminoidea Clessin (1879)
  - семейство Buliminidae
  - семейство Cerastuidae
- надсемейство Clausilioidea Gray (1855)[44]
  - семейство Clausiliidae Gray (1855)
  - семейство †Anadromidae
  - семейство †Filholiidae
  - семейство †Palaeostoidae
- надсемейство Dyakioidea Gude et Woodward (1921)
  - семейство Dyakiidae Gude et Woodward (1921)
- надсемейство Gastrodontoidea Tryon (1866)
  - семейство Chronidae
  - семейство Euconulidae H. B. Baker (1928)[8][45]
  - семейство Gastrodontidae Tryon (1866)[46]
  - семейство Oxychilidae Hesse in Geyer (1927 (1879))[8][47]
  - семейство Pristilomatidae Cockerell (1891)[42]
  - семейство Trochomorphidae Möllendorff (1890)
- надсемейство Helicarionoidea Bourguignat (1877)
  - семейство Ariophantidae
  - семейство Helicarionidae
  - семейство Urocyclidae
- надсемейство Helicoidea Raf. (1815)[48]
  - семейство Bradybaenidae
  - семейство Camaenidae Pilsbry (1895)[8][31][49][50][51][52]
  - семейство Cepolidae Ihering (1909)[8][24][53]
  - семейство Cochlicellidae Schileyko (1972)[24][54][55]
  - семейство Elonidae Gittenberger (1979)[24][56]
  - семейство Epiphragmophoridae
  - семейство Halolimnohelicidae
  - семейство Helicidae Raf. (1815)[8][48]
  - семейство Helicodontidae Kobelt (1904)[57]
  - семейство Helminthoglyptidae Pilsbry (1939)
  - семейство Humboldtianidae
  - семейство Hygromiidae Tryon (1866)[8][46][58][59]
  - семейство Monadeniidae Nordsieck (1972)[60]
  - семейство Pleurodontidae
  - семейство Polygyridae Pilsbry (1895)[31]
  - семейство Sphincterochilidae Zilch (1960)[61]
  - семейство Thysanophoridae Pilsbry (1926)[24][37]
  - семейство Trissexodontidae Nordsieck (1987)[8][62][63]
  - семейство Xanthonychidae
- надсемейство Limacoidea Raf. (1815)
  - семейство Agriolimacidae H. Wagner (1935)[64][65]
  - семейство Boettgerillidae Van Goethem (1972)[66]
  - семейство  Limacidae = Bielziidae Likharev et Wiktor (1980)[67]
  - семейство Vitrinidae Fitzinger (1833)[24][30]
- надсемейство Oleacinoidea H. Adams et A. Adams, 1855
  - семейство Oleacinidae
  - семейство Spiraxidae
- надсемейство Orthalicoidea Albers (1860)[8]
  - семейство Cerionidae Pilsbry (1901)[24][35]
  - семейство Coelocionitidae
  - семейство Megaspiridae
  - семейство Orthalicidae[68][69][70][71]
  - семейство Placostylidae[72]
  - семейство Urocoptidae
  - семейство †Grangerellidae
- надсемейство Papillodermatoidea
- надсемейство Parmacelloidea
- надсемейство Plectopylidoidea Möllendorf (1898)
  - семейство Corillidae
  - семейство Plectopylididae
  - семейство Sculptariidae
- надсемейство Punctoidea Morse (1864)
  - семейство Charopidae Hutton (1884)[8][73]
  - семейство Cystopeltidae
  - семейство  Patulidae Tryon (1866) = Discidae Thiele (1931 (1866))[74]
  - семейство Endodontidae Pilsbry (1893)
  - семейство Helicodiscidae Pilsbry in H. B. Baker (1927)[24][75]
  - семейство Oreohelicidae Pilsbry (1939)[37]
  - семейство Punctidae
  - семейство Thyrophorellidae
  - семейство †Anastomopsidae
- надсемейство Rhytidoidea Pilsbry (1893)
  - семейство Chlamydephoridae Cockerell (1935)[76]
  - семейство Haplotrematidae H. B. Baker (1925)[77]
  - семейство Rhytididae Pilsbry (1893)[24][78][79]
  - семейство Scolodontidae H. B. Baker (1925)[80]
- надсемейство  Sagdidoidea = Sagdoidea Pilsbry (1895)
  - семейство Sagdidae
- надсемейство Staffordioidea Thiele (1931)
  - семейство Staffordiidae
- надсемейство Streptaxoidea Gray (1860)
  - семейство Streptaxidae Gray (1860)[8][81]
- надсемейство Strophocheiloidea Thiele (1926)
  - семейство Dorcasiidae Connolly (1915)[33]
  - семейство Megalobulimidae
  - семейство Strophocheilidae Pilsbry (1902)[8][35]
- надсемейство Testacelloidea Gray in Turton (1840)[82]
  - семейство Testacellidae Gray in Turton (1840)[82]
- надсемейство Trigonochlamydoidea Hesse (1882)
  - семейство Milacidae
  - семейство Papillodermidae
  - семейство Parmacellidae
  - семейство Trigonochlamydidae
- надсемейство Zonitoidea Mörch (1864)
  - семейство Zonitidae Mörch (1864)[8][24][83]

##### ИнфраотрядTrimusculiformesMinichevetStarobogatov(1975)
- надсемейство Trimusculoidea J. Q. Burch (1945 (1840))[84]
  - семейство Trimusculidae

#### ПодотрядSystellommatophoraPilsbry(1948)
- надсемейство Onchidioidea Raf. (1815)
  - семейство Onchidiidae[85]
- надсемейство Otinoidea H. Adams et A. Adams, 1855
  - семейство Otinidae
  - семейство Smeagolidae Climo (1980)[86][87]
- надсемейство Rathouisioidea Sarasin (1889)
  - семейство Rathouisiidae
  - семейство Veronicellidae Gray (1840)

### Устаревшие классификации
Ранее лёгочными улитками называли подкласс, относящийся к классу брюхоногих моллюсков (см.,).

#### Классификация по Пондеру и Линдбергу
Позже по таксономии гастропод Пондера и Линдберга (1997) в отряд лёгочных улиток входили следующие надсемейства:

##### ПодотрядSystellommatophoraPilsbry(1948)
- надсемейство Onchidioidea Raf. (1815)
- надсемейство Otinoidea H. Adams et A. Adams, 1855
- надсемейство Rathouisioidea Sarasin (1889)

##### ПодотрядBasommatophoraKefersteininBronn(1864)
- надсемейство Acroloxoidea Thiele (1931)
- надсемейство Amphiboloidea Gray (1840)
- надсемейство Chilinoidea H. Adams et A. Adams, 1855
- надсемейство Glacidorboidea Ponder (1986)
- надсемейство Lymnaeoidea Raf. (1815)
- надсемейство Planorboidea Raf. (1815)
- надсемейство Siphonarioidea Gray (1840)

##### ПодотрядEupulmonataHaszprunaretHuber(1990)

###### ИнфраотрядArchaeopulmonata=ActeophilaDall(1885)
- надсемейство Melampoidea Stimpson (1851)

###### ИнфраотрядTrimusculiformesMinichevetStarobogatov(1975)
- надсемейство Trimusculoidea Zilch (1959)

###### ИнфраотрядStylommatophoraSchmidt(1856)
Инфраподотряд Orthurethra
- надсемейство Achatinelloidea Gulick (1873)
- надсемейство Cochlicopoidea Pilsbry (1900)
- надсемейство Partuloidea Pilsbry (1900)
- надсемейство Pupilloidea Turton (1831)

Инфраподотряд Sigmurethra
- надсемейство Acavoidea Pilsbry (1895)
- надсемейство Achatinoidea Swainson (1840)
- надсемейство Aillyoidea Baker (1960)
- надсемейство Arionoidea Gray in Turnton (1840)
- надсемейство Buliminoidea Clessin (1879)
- надсемейство Camaenoidea Pilsbry (1895)
- надсемейство Clausilioidea Mörch (1864)
- надсемейство Dyakioidea Gude et Woodward (1921)
- надсемейство Gastrodontoidea Tryon (1866)
- надсемейство Helicoidea Raf. (1815)
- надсемейство Helixarionoidea Bourguignat (1877)
- надсемейство Limacoidea Raf. (1815)
- надсемейство Oleacinoidea H. Adams et A. Adams, 1855
- надсемейство Orthalicoidea Albers-Martens (1860)
- надсемейство Plectopylidoidea Moellendorf (1900)
- надсемейство Polygyroidea Pilsbry (1894)
- надсемейство Punctoidea Morse (1864)
- надсемейство Rhytidoidea Pilsbry (1893)
- надсемейство Sagdidoidera Pilsbry (1895)
- надсемейство Staffordioidea Thiele (1931)
- надсемейство Streptaxoidea Gray (1806)
- надсемейство Strophocheiloidea Thiele (1926)
- надсемейство Trigonochlamydoidea Hese (1882)
- надсемейство Zonitoidea Mörch (1864)
- ? надсемейство  Tracheopulmonata = Athoracophoroidea Fischer (1883)
- ? надсемейство  Heterurethra = Succineoidea Beck (1837)

## Воздействие на человека и его среду обитания
- О роли водных лёгочных улиток в жизни человека см. Сидячеглазые
- О роли виноградной улитки в жизни человека см. Виноградная улитка и человек

Многие представители отряда наносят значительный ущерб сельскому хозяйству. Некоторые виды применяются в пищевой промышленности. Многие используются человеком в качестве домашних животных.